# Cèlia Suñol i Pla
Cèlia Suñol i Pla (Barcellona, 5 maggio 1899 – L'Ametlla del Vallès, 8 giugno 1986) è stata una scrittrice spagnola.

## Biografia
Figlia di Antonia  Pla i Manent e del politico Antonio Suñol i Pla, dopo gli anni dell'infanzia e dell'adolescenza, la morte dei suoi genitori marcarono un punto di cambiamento nella sua vita.. Nel 1921 si ammalò di tubercolosi e andò in Svizzera per curarsi. Lì conobbe Kaj Hansen, con cui si sposò in Danimarca in 1922. Un anno dopo tornano insieme in Catalogna, dove nasce loro figlio Antoni. Nel 1929, Hansen morì. Successivamente Celia Suñol si risposò con Joaquim Figuerola, col quale ebbe, nel 1931, sua figlia Rosa. Nel 1932 si impiegò come segretaria al Dipartimento della Cultura della Generalitat di Catalogna. Nel 1945 morì Joaquim Figuerola. Due anni dopo, vinse il Premio Joanot Martorell, attuale Premio Sant Jordi, con il suo romanzo Primera part. Nel 1950 pubblicò L'home de les fires i altres contes. A sessantacinque anni divenne cieca.

## Opere pubblicate
- 1947 — Primera part, Barcelona, Aymà. Ristampato per Adesiara nel 2014 da frammenti censurati dal regime.[3]
- 1950 — L'home de les fires i altres contes, Barcelona, Selecta.

## Riconoscimenti
- Premio Joanot Martorell di romanzo in 1947 per Primera part.